# Centro de Interpretación de Caldoval
El Centro de interpretación de Caldoval es un museo público ubicado en la localidad española de Mugardos, La Coruña, que recoge los restos arqueológicos del yacimiento de Caldoval y expone información sobre el mismo.

## Historia
Entre 2001 y 2006 se realizaron unas excavaciones en una propiedad de la empresa gasística Reganosa, en las que se hallaron restos romanos del yacimiento, que se trata de la villa a mare de Caldoval, que fue catalogado y protegido en 1997. Esta antigua villa marítima de época romana estuvo en funcionamiento entre los siglos I y V d. C, y era probablemente la propiedad de una persona dedicada a la actividad pesquera.

A raíz de estas excavaciones, se realizó una propuesta de reconstruir los restos extraídos del yacimiento de Caldoval y la construcción de un museo que los albergue con el fin de dar a conocer la villa y las costumbres de ocio y deporte durante la época romana. La villa estaba dotada de una extensión de dos mil metros cuadrados, sin embargo, parte de ella quedó afectada por la acción del mar. Tras un largo periodo de redacción del proyecto museográfico, en octubre de 2014 comenzaron las obras y continuaron hasta finales del 2015, aunque no fue hasta 2017 cuando se inauguró la apertura del centro de interpretación, ya que quedaba por finalizar la urbanización del entorno. La construcción fue diseñada por el arquitecto Alfonso Penela, que propuso un modelo que adopta la idea de un mausoleo más que de sala de exposiciones, en el que las ruinas son el elemento principal. El edificio está formado por un muro de hormigón con forma de espiral que va adentrándose en el suelo envolviendo las ruinas, que están protegidas del exterior, simbolizando la devolución de las ruinas a la tierra. Fueron hasta 12. 500 piezas las que se clasificaron y trasladaron de su ubicación inicial, primero a un almacén cercano a la zona y finalmente trasladados para su exposición al nuevo museo.

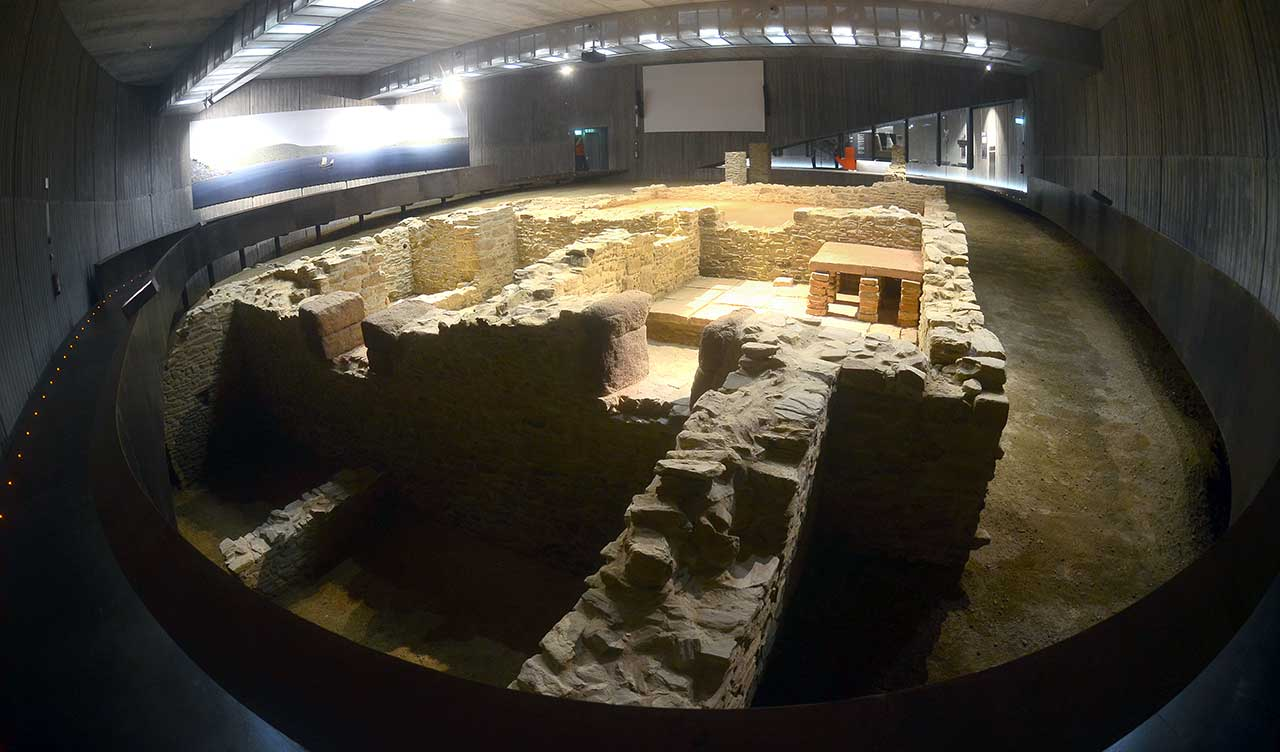
Vista interior del museo

## Ubicación
El Centro de Interpretación de Caldoval se ubica en el Camiño do Cemiterio, en el casco urbano mugardés. Se encuentra a cierta distancia del yacimiento, encontrado en la ensenada de Santa Lucía, en Punta de Promotorio, en el Concello de Mugardos.

## Administración
El proyecto para la creación del museo, cuyos terrenos fueron cedidos por la administración municipal, fue llevado a cabo por la Junta de Galicia, el Concello de Mugardos y Reganosa, que firmaron en 2010 el convenio para realizar la edificación. La empresa gasística financió las obras, y además se hizo cargo del proyecto museográfico: excavación, clasificación y documentación de las piezas. Por otro lado, la Junta, a través de la Dirección General de Patrimonio, supervisó el proceso completo. Aunque el Ayuntamiento solicitó a Reganosa a colaborar en la gestión, es el Concello la propietaria del museo y quien se hace cargo de su gestión y mantenimiento.

## Colecciones
El museo aloja el yacimiento de Caldoval, en el que se distingue un canal excavado en roca y una serie de estancias orientadas a la costa, así como un balneario rural doméstico destinado al deporte, con palestra y un pórtico en la parte exterior. Este gran complejo termal cuenta también con un vestuario (apodyterium) y otras estancias propias de esta construcción: caldarium, tepidarium y frigidarium. Así mismo, se encuentra el praefurnium, llamado así al horno utilizado para calentar el aire en las estancias de los baños a través del sistema de calefacción.
Se aloja también una gran variedad de objetos cotidianos de época romana, como anáforas, sandalias, bañadores o cerámica. Forman parte de una sala que contiene varios paneles que explican las actividades relacionadas con la higiene, la cosmética, el culto al cuerpo y con el deporte durante la época romana. Además, en el Museo Arqueológico de San Antón en La Coruña se encuentran expuestas las principales piezas encontradas en las excavaciones del yacimiento de Caldoval.